# Bellas Artes (estación del Metro de Santiago)
Bellas Artes es una estación ferroviaria subterránea que forma parte de la red del metro de Santiago de Chile. Ubicada entre las estaciones Plaza de Armas y Baquedano, posee una sola entrada que queda en la intersección de la calle Mosqueto con Monjitas, en la comuna de Santiago.

## Características y entorno

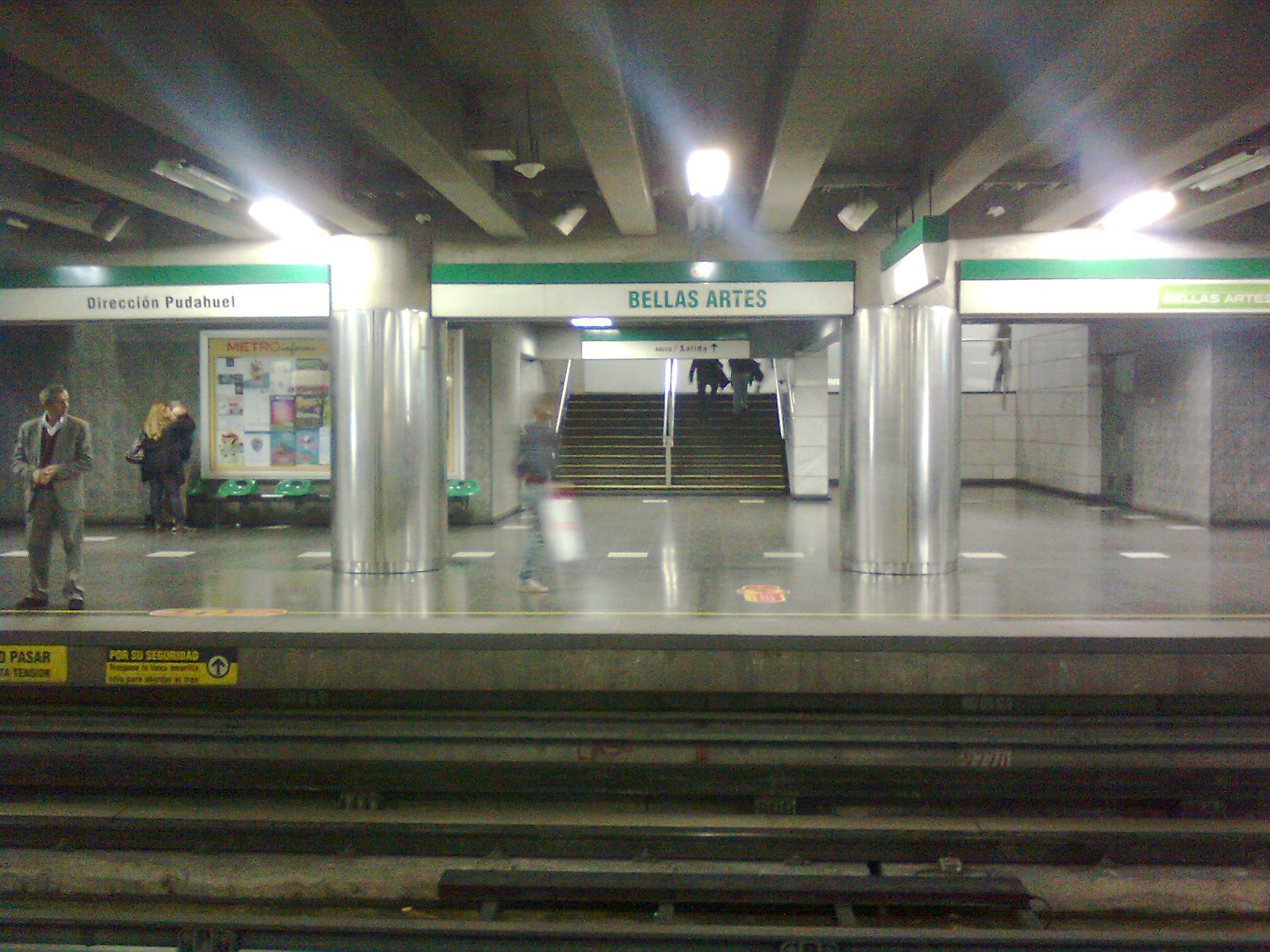
Andén de la estación.

Presenta un flujo relativamente escaso de pasajeros, a pesar de que está enclavada en una de las zonas culturales más activas de la ciudad. Los arquitectos e ingenieros ya habían pensado la estación como detención de tránsito, por eso los andenes son algo más estrechos que las estaciones más antiguas. También se podría atribuir la estrechez de los andenes a las características del barrio, donde hay calles relativamente angostas y edificios de comienzos del siglo XX de estilo europeo, los cuales tienen en promedio seis pisos y cimientos muy profundos, lo cual imposibilitaría hacer andenes más amplios, a menos que la estación fuera más profunda. Esto podría generar en el futuro alguna dificultad si se llegase a plantear la construcción de una extensión de la Línea 9 —la cual circulará por Santa Rosa hasta la Alameda en dirección al centro— por Miraflores, y que conectase con esta. La estación tiene una sola entrada habilitada y una mesanina ocupada como Sala de Arte, que corresponde a una salida inhabilitada hacia la avenida José Miguel de la Barra.
El entorno en el cual se localiza la estación es muy apreciado por los santiaguinos. Hacia el norte está el Parque Forestal con el Museo de Bellas Artes, al que debe su nombre, el de Arte Contemporáneo, el Goethe-Institut y la galería de arte Lawrence. Por la calle Miraflores se alzan espigadas torres de oficinas adyacentes al cerro Santa Lucía. Este se encuentra también a corta distancia de la estación y es uno de los parques más concurridos de la capital, desde donde se pueden ver panorámicas de la ciudad. Por José Miguel de la Barra hay numerosos cafés, dentro de un entorno netamente europeo. Hacia el oriente está el pequeño barrio Lastarria, con la Plaza Mulato Gil de Castro, varias librerías y cafés, y la pequeña Iglesia de la Veracruz, templo católico de hermoso estilo neoclásico-grecorromano que en 1983 fue declarado Monumento Histórico junto con dos casas contiguas. A un costado de la citada plaza se encuentran otros dos importantes museos de Chile: el de Artes Visuales y el Arqueológico.
La estación está equipada con escaleras mecánicas, ascensores y cajero automático Redbanc. Se pueden apreciar dos esculturas cósmicas de Livio Scamperle y un mural de vitrinas con collage de papel de 52 m², obra de la artista Eliana Simonetti titulada Arbolario I.

### Accesos
| Acceso | Intersección          |
| ------ | --------------------- |
| A      | Monjitas con Mosqueto |

## MetroArte
Bellas Artes cuenta con tres trabajos del proyecto MetroArte.

### Obras en el interior
El primero es titulado Arbolario I y fue realizado por la artista Eliana Simonetti. Fue instalado en 2004 y su contenido presenta pinturas de varios árboles del mundo. Su superficie es de 54 m2 y se encuentra en las escaleras que conectan el acceso de la estación con la mezanina.
Ya en el interior de Bellas Artes se encuentran dos esculturas trabajadas por el artista italiano Livio Scamperle. Ambas llevan el nombre en conjunto de Esculturas del Cosmo, en las cuales se representa de forma abstracta dos figuras presentes en el cosmos lejano. Cada estatua tiene su propio nombre: Origen de la Galaxia Brancusi (el cual tiene una forma similar a la parte superior humana, con agujeros en el pecho y de colores azul y negro) y Orignel de la Galaxia Fellini (el cual cuenta con una esfera de color rojo en la parte superior, el cual es el límite de dos segmentos en forma de curva que se unen en la parte inferior de la escultura). Ambas figuras fueron instaladas en el 2004 y están hechas de madera policromada.
En marzo de 2018 también se presentó la obra La Infancia Que Debe Ser, un mosaico realizado por la artista Jennifer Díaz. Se trata de un mural el cual busca promover los derechos de los niños y adolescentes, a través de mostrándolos realizando actividades propias del grupo etario, tales como niños jugando, dibujando, un bebé siendo amamantado, entre otros.

### Murales
Además, en el exterior de la estación se encuentran dos lienzos que han sido modificados en el paso del tiempo. Primero en 2009 se instalaron dos murales diseñados por la modista española Ágatha Ruiz de la Prada, bajo el contexto del Bicentenario de Chile. Ambos murales mostraban figuras coloridas, tales como estrellas y flores, que se enfocaban en el uso de los colores amarillo, azul, verde y rojo, todos con una apariencia más luminosa.
Posteriormente, a fines de 2013, el mural fue borrado para dar paso a la segunda intervención realizada en los lienzos. En el marco del festival Hecho en Casa, el artista Inti pintó a dos Ekekos, símbolos culturales que representan la abundancia, fecundidad y alegría, y que tienen su origen en la cultura del altiplano andino. Primero fue pintado Ekeko en el muro oriente, mientras que una versión femenina, que ya había sido creada por una agrupación boliviana, fue pintada en el muro contrario.
Finalmente, ya en 2018, ambos muros fueron intervenidos nuevamente para la realización de un tercer mural, esta vez, siendo murales independientes pero con temáticas similares. En el marco del Festival Urbano Barrio Arte, los artistas Inti y Mono González crearon dos trabajos en cada muro: La Virgen Con un Becerro en Brazos (la cual, como su nombre lo indica, muestra a una Virgen con dicho animal en sus brazos, con un fondo compuesto de hojas de colores amarillo y naranjo) y Tres Rostros Rodeados de Ramas (el cual muestra hojas similares al anterior, las cuales se mezclan con tres caras de colores similares a las hojas). Estos murales se han mantenido hasta el día de hoy, siendo las últimas versiones de los lienzos presentes en el exterior de la estación.

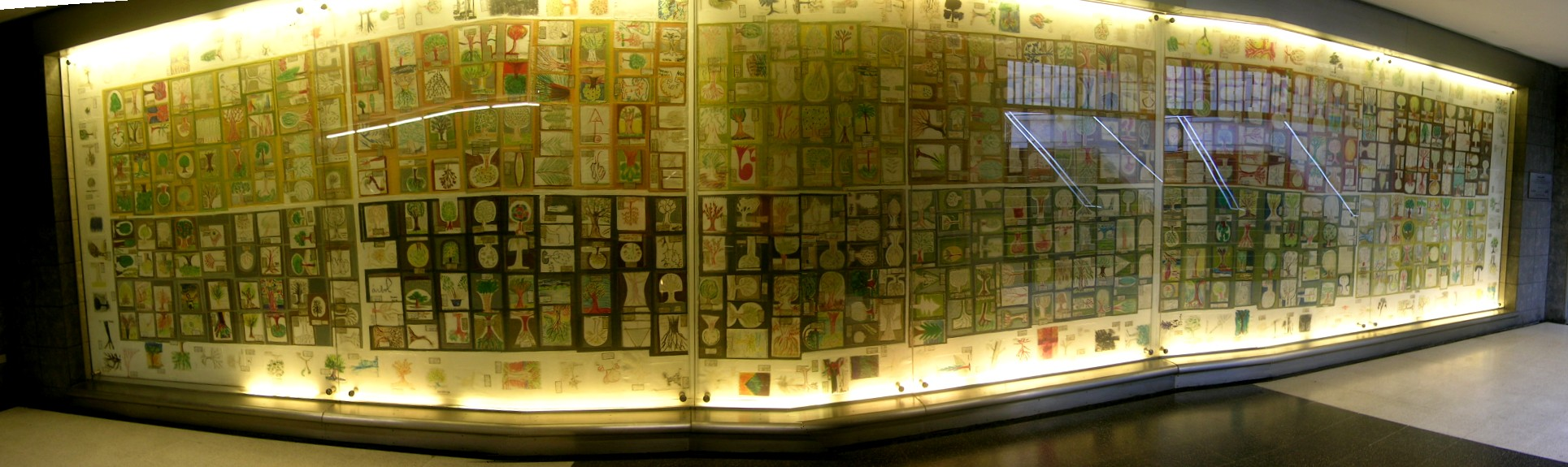
Arbolario I por Eliana Simonetti (2004).
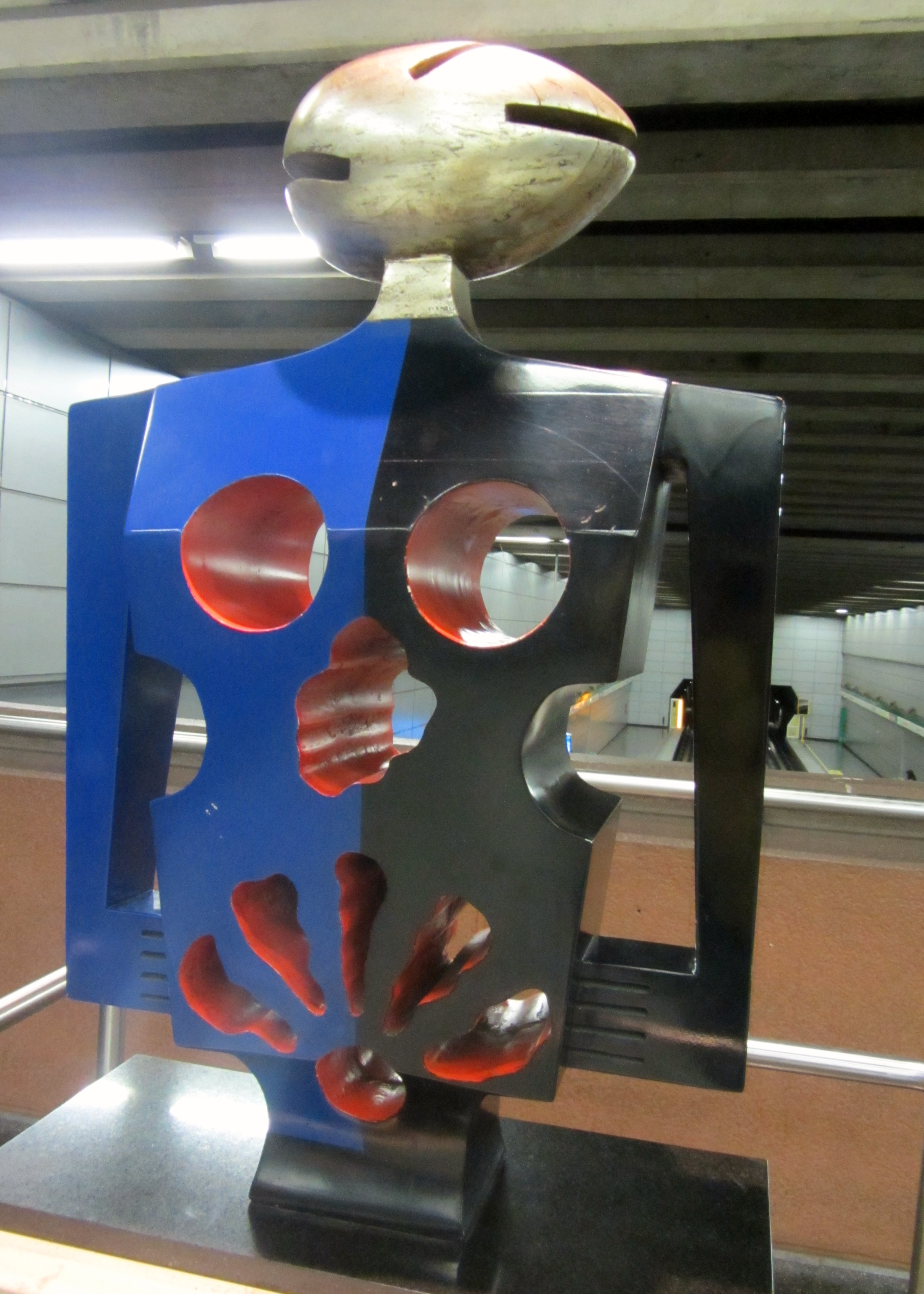
Origen de la Galaxia Brancusi por Livio Scamperle (2004)
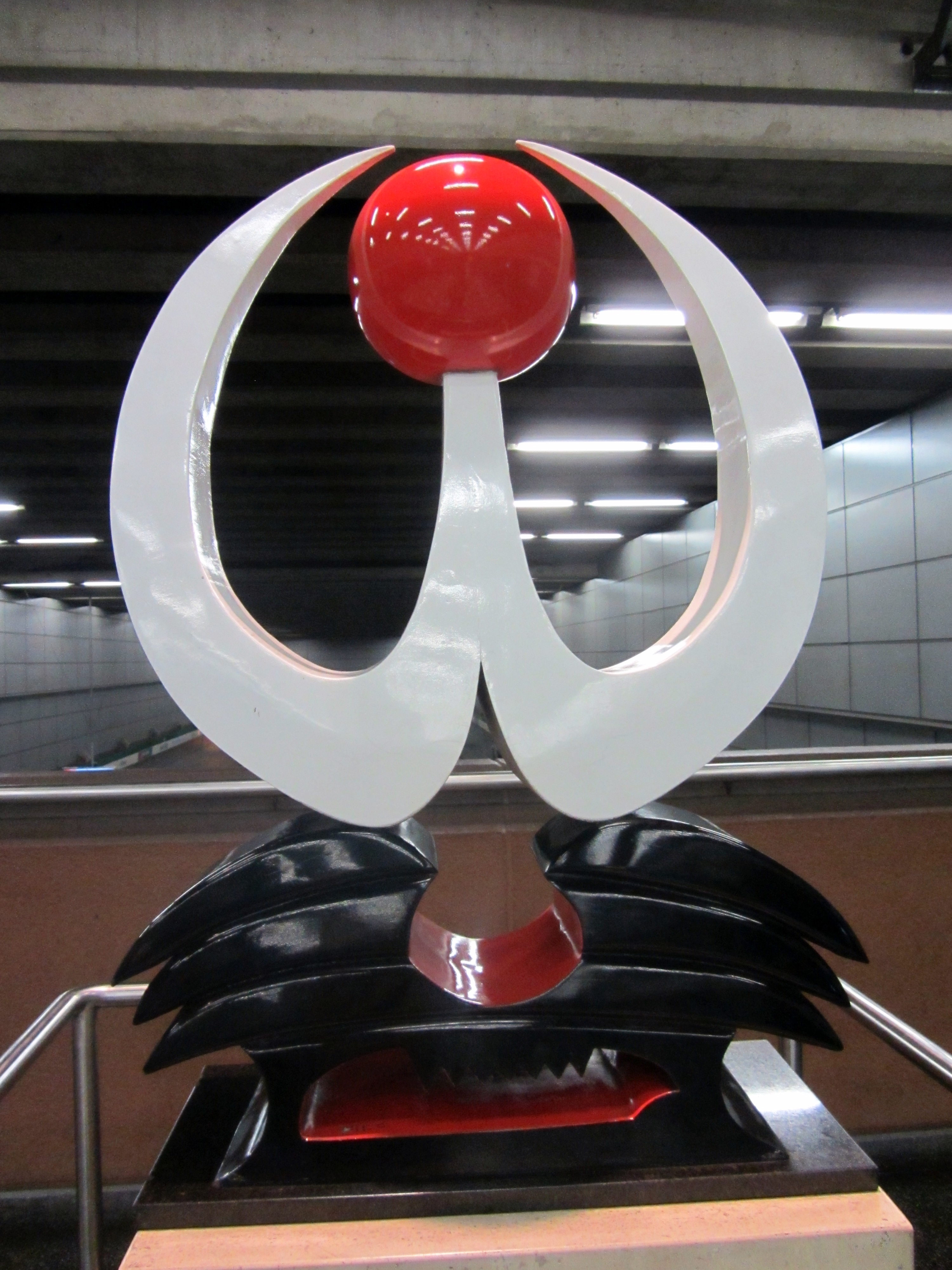
Origen de la Galaxia Fellini por Livio Scamperle (2004)
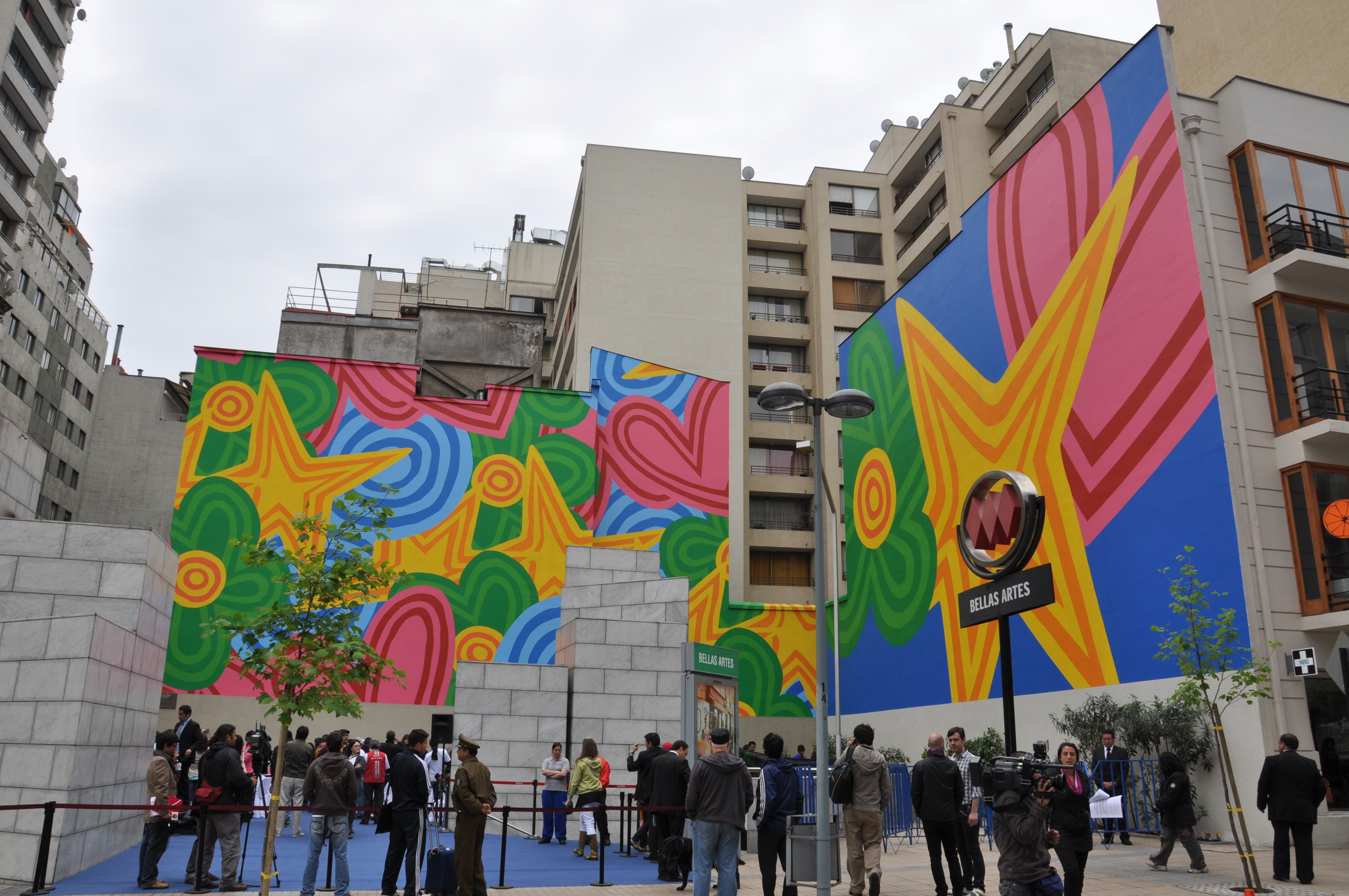
Mural por el Bicentenario de Chile por Ágatha Ruíz de la Prada (2009)
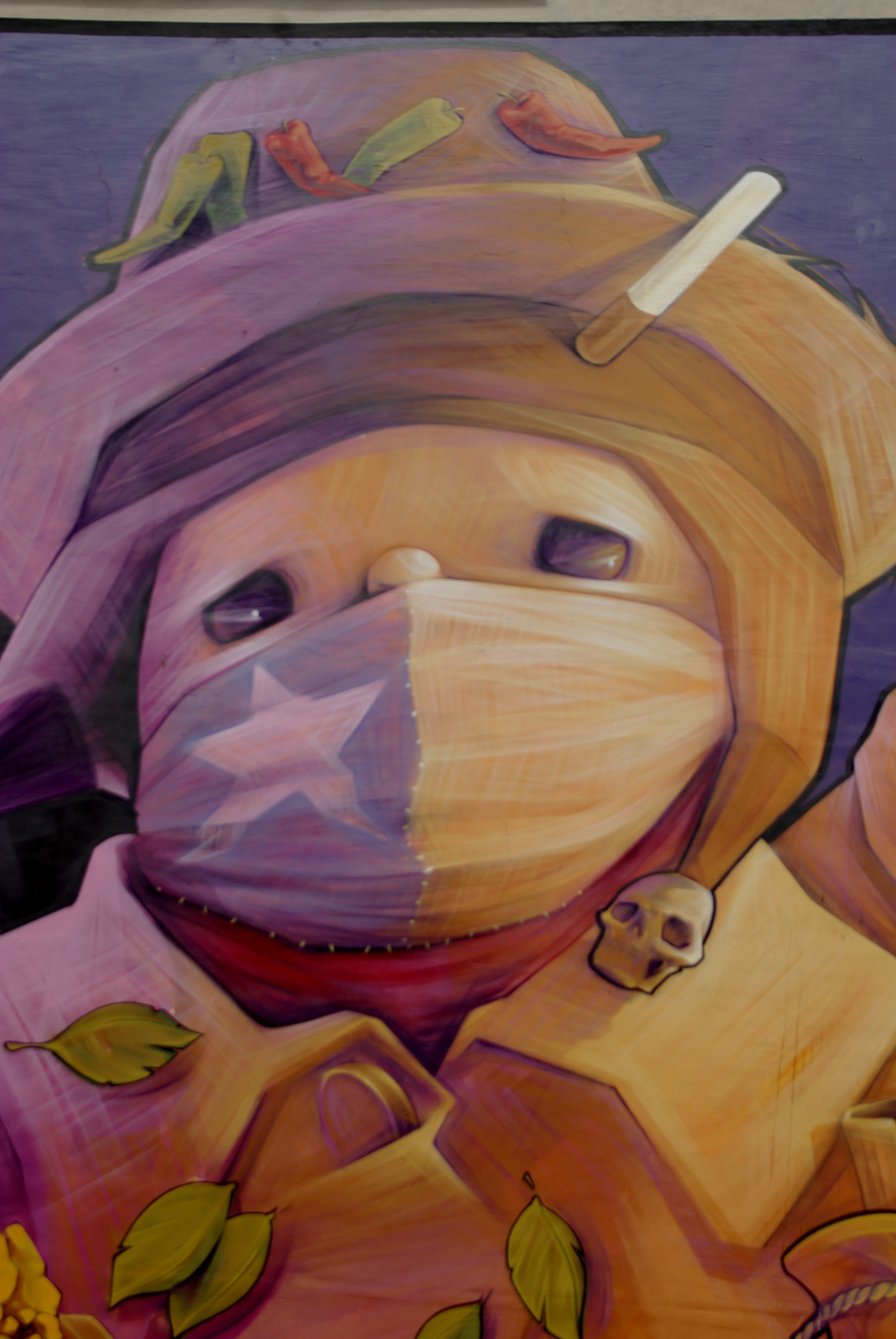
Ekeko por Inti (2013)
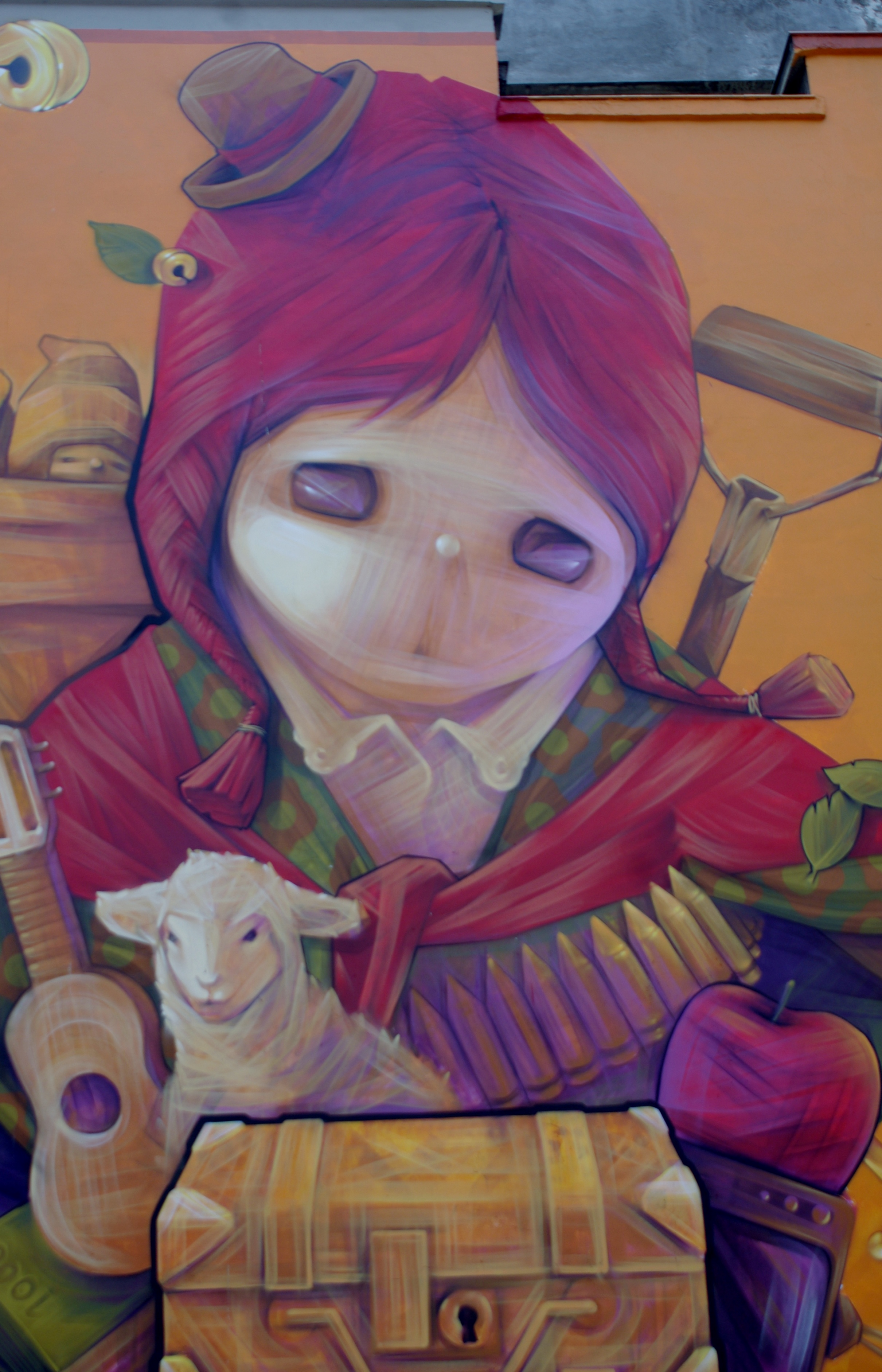
Ekeka por Inti (2013)
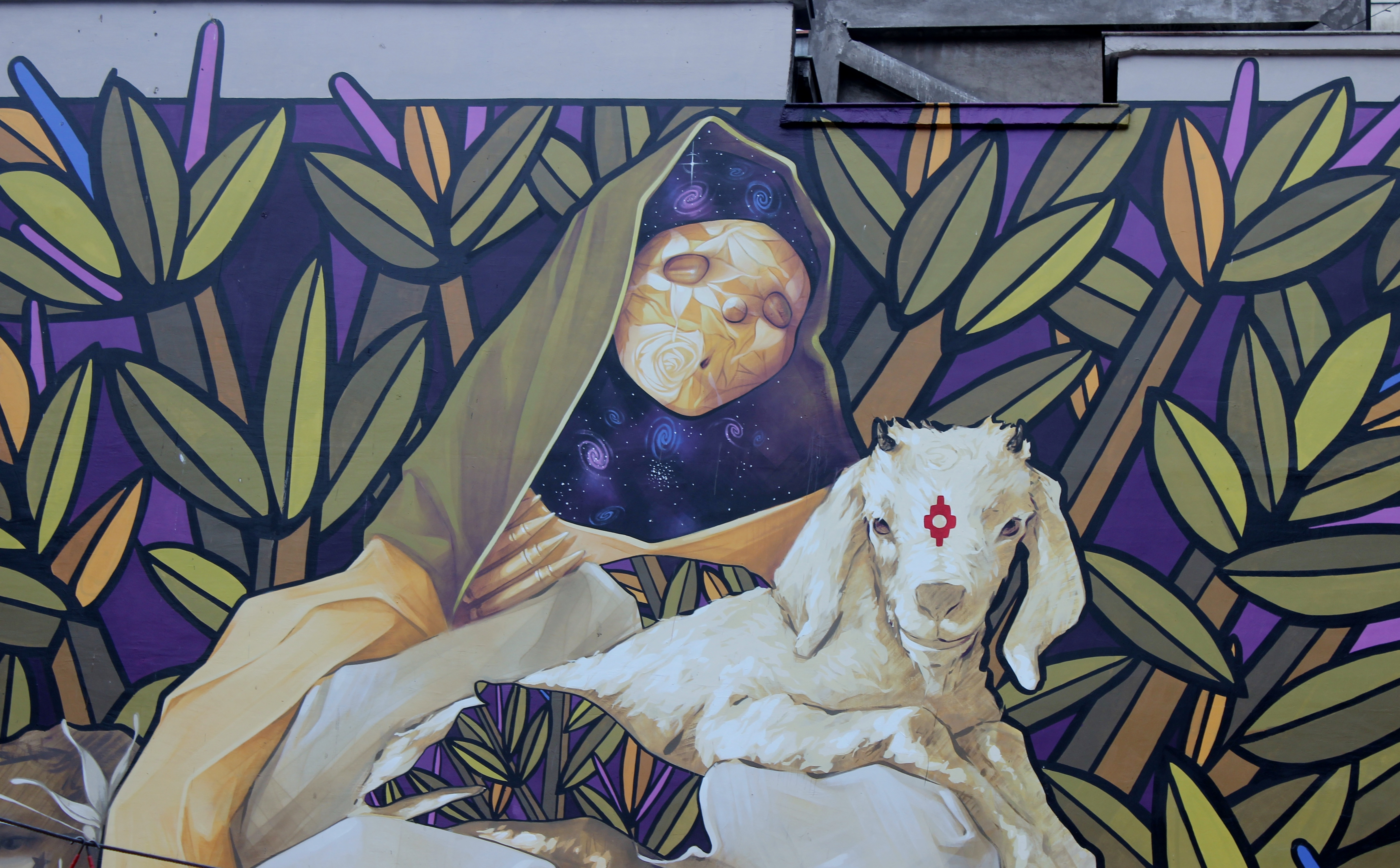
La Virgen con un Becerro en Brazos por Inti y Mono González (2018)
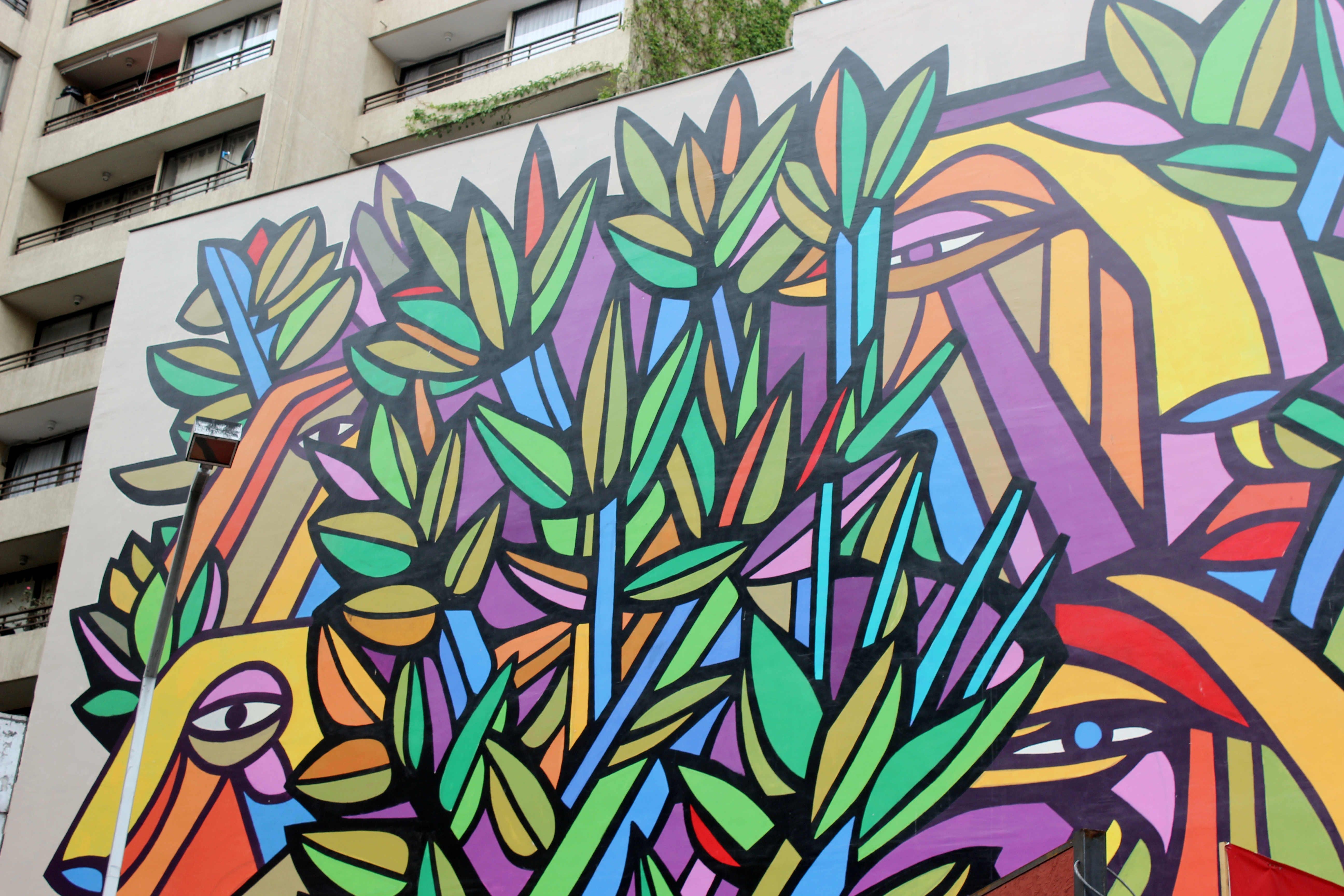
Tres Rostros Rodeados de Ramas por Mono González (2018)

## Origen etimológico
El nombre de la estación se debe a que está ubicado en el Barrio Bellas Artes, el cual cuenta con varios museos alrededor de la zona.

## Galería

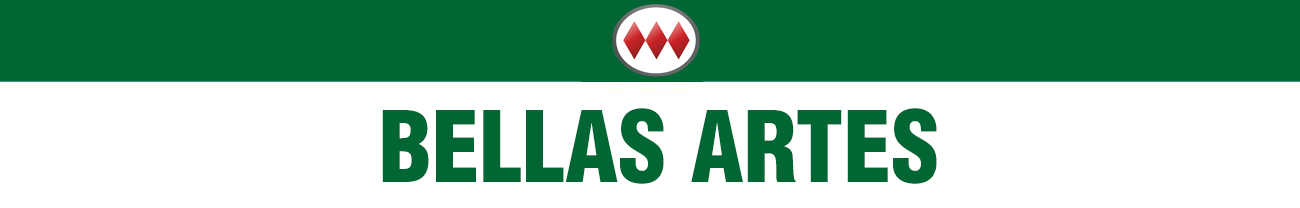
Cenefa utilizada actualmente en los andenes.
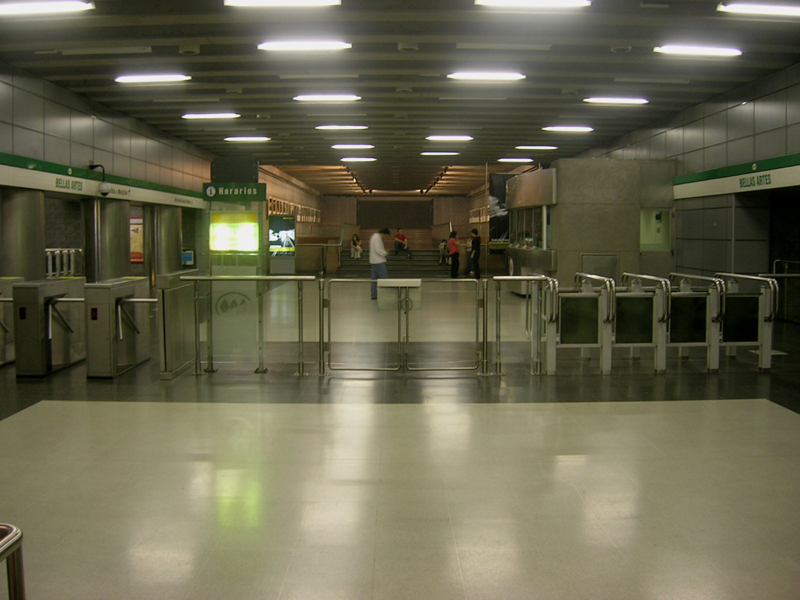
Boleterias de la estación
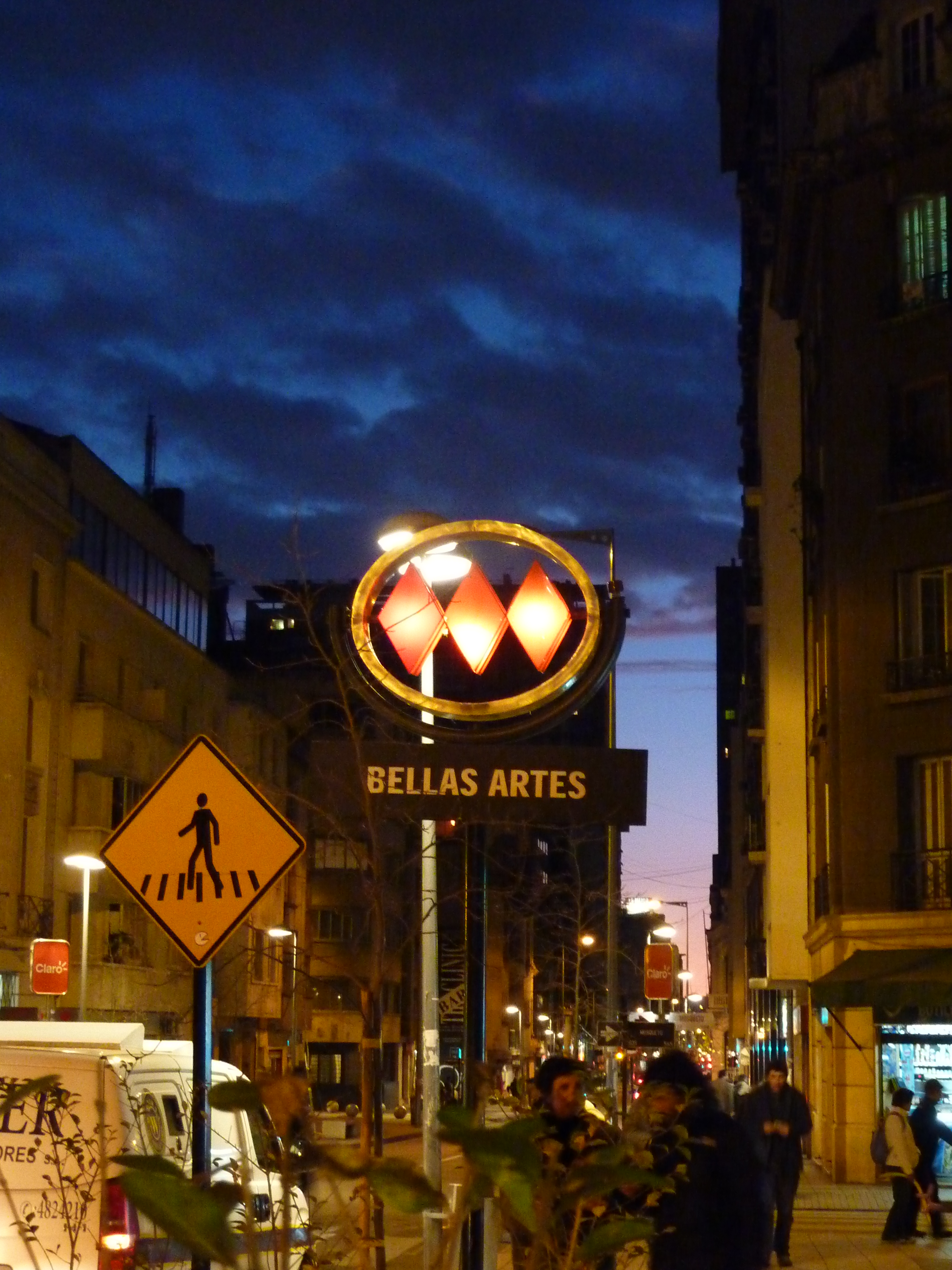
Letrero del metro, de noche
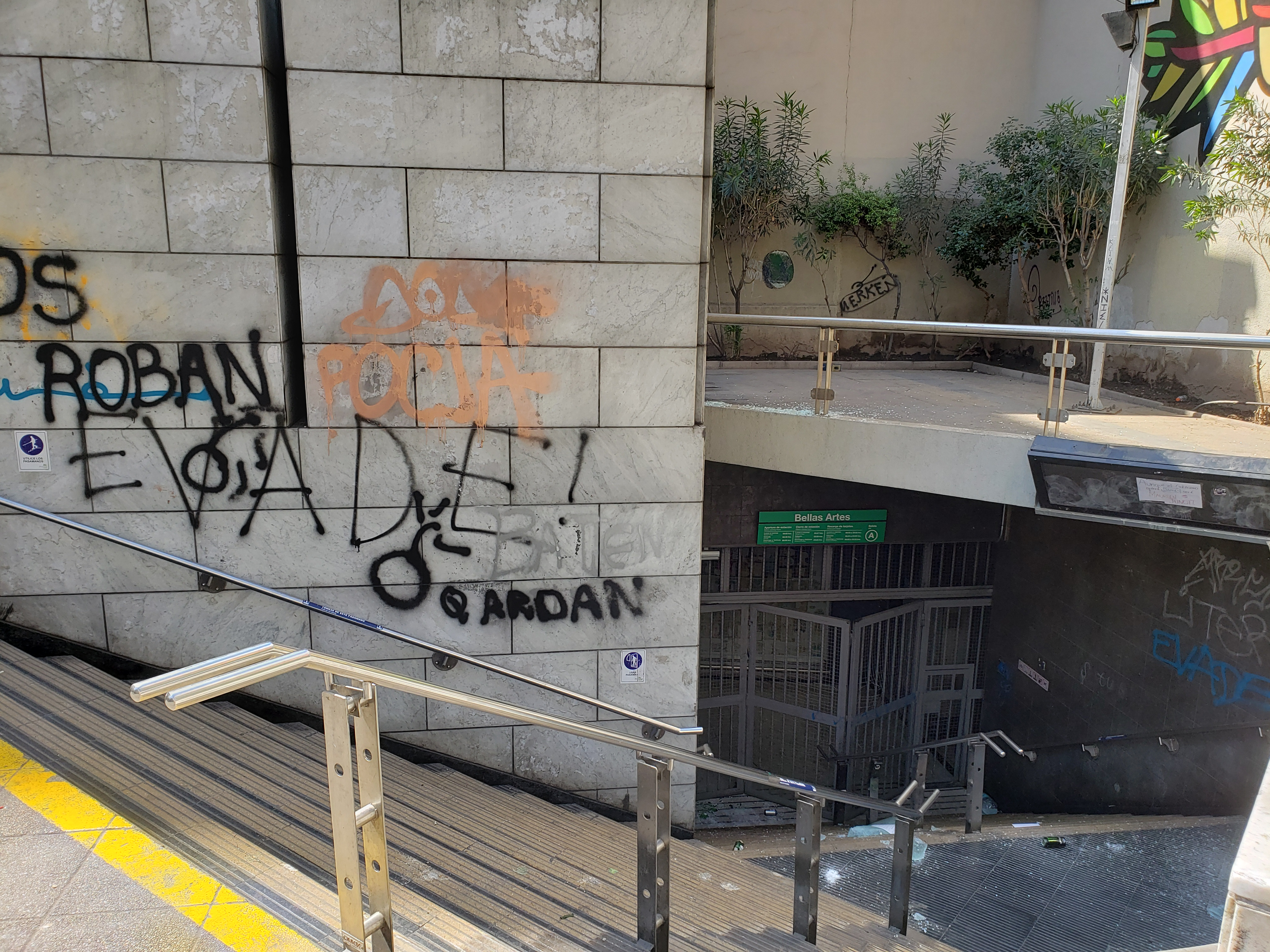
Acceso a la estación vandalizado durante las protestas de 2019

## Conexión con Red Metropolitana de Movilidad
La estación posee 6 paraderos de la Red Metropolitana de Movilidad en sus alrededores (sin la existencia de los paraderos 1, 3 y 5), los cuales corresponden a:
| Paradero/ Código                            | Recorridos |
| ------------------------------------------- | --- |
| Parada 2 / Metro Bellas Artes (PA395)       | 502c (Cerro Navia) - 504 (El Tranque) - 505 (Cerro Navia) - 508 (Av. Mapocho)                                                  |
| Parada 4 / Metro Bellas Artes (PA259)       | 307 (Lo Marcoleta) - 314 (Lo Marcoleta) - 517 (J. J. Pérez)                                                                    |
| Parada 6 / Metro Bellas Artes (PA587)       | 214 (Los Libertadores) |
| Parada / Santo Domingo - Miraflores (PA260) | 502c (Cerro Navia) - 504 (Enea) - 505 (Cerro Navia) - 517 (J. J. Pérez)                                                        |
| Miraflores / esq. Merced (PA44)             | 303 (Quilicura) - 514 (Enea) - B27 (Metro Vespucio Norte)                                                                      |
| Merced / esq. Miraflores (PA334)            | 504 (Hosp. Dipreca) - 505 (Peñalolén) - 508 (Av. Las Torres) - 514 (San Luis de Macul) - 517 (Peñalolén) - B02n (Plaza Italia) |